# 남평군 (전라도)
남평군(南平郡)은 전라남도 나주시 남평읍 일대에 있었던 옛 고을이다.

## 역사
| Daedongyeojido (Gyujanggak) 18-05.jpg | Daedongyeojido (Gyujanggak) 18-04.jpg |
| Daedongyeojido (Gyujanggak) 19-05.jpg | Daedongyeojido (Gyujanggak) 19-04.jpg |

- 본래 백제의 미동부리현(未冬夫里縣)이었다.
- 757년 현웅현(玄雄縣)으로 개칭하고 무주(武州 : 광주광역시)의 영현이 되었다.
- 940년 남평현(南平縣)으로 개칭하고 나주의 속현이 되었다.
- 1172년 감무를 두면서 주현으로 승격하였다.
- 1392년 남평감무를 폐지하고 화순현의 속현이 되었다.
- 1394년 남평감무가 다시 설치되었다.
- 1409년 전라도의 모든 속현과 향·소·부곡이 폐지될 때 남평에는 속현이 없었으나, 1415년에 능성현의 속현이였던 철야현(鐵冶縣), 운곡소(雲谷所), 도민부곡(道民部曲) 지역이 남평과 가깝다 하여 남평에 편입되었다.
- 1895년에 나주부 남평군이 되었다가, 1896년에 전라남도 남평군이 되었다.

12면 : 군내면, 동촌면, 저포면, 다소면, 도천면, 덕곡면, 죽곡면, 욱곡면, 어천면, 금마산면, 두산면, 등포면
- 1914년 남평군이 폐지되어 나주군에 편입되었다.

1914년의 행정구역과 현재의 행정구역 비교
| 조선총독부령 제111호 |             |                                                                |             |             |
| 구 행정구역 | 신 행정구역 | 신 행정구역                                                    | 신 행정구역 | 신 행정구역 |
| 군내면(郡內面) | 남평면      | 교원리, 교촌리, 남평리, 대교리, 동사리, 서산리                 |             |             |
| 동촌면(東村面) | 남평면      | 광이리, 광촌리, 남석리, 노동리, 수원리, 평산리, 풍림리         |             |             |
| 저포면(猪浦面) | 남평면      | 상곡리, 오계리, 우산리                                         |             |             |
| 등포면(等浦面) | 산포면      | 등수리, 산제리, 송림리, 신도리, 화지리                         |             |             |
| 두산면(頭山面) | 산포면      | 내기리, 덕례리, 등정리, 매성리                                 |             |             |
| 금마산면(金馬山面) | 금천면      | 신가리, 원곡리, 촌곡리                                         |             |             |
| 어천면(魚川面) | 금천면      | 고동리, 광암리, 동악리, 석전리, 신천리, 오강리, 월산리, 죽촌리 |             |             |
| 덕곡면(德谷面) | 봉황면      | 각동리, 유곡리, 송현리                                         |             |             |
| 욱곡면(郁谷面) | 봉황면      | 덕곡리, 덕림리, 만봉리, 신동리, 오림리, 욱곡리, 황룡리         |             |             |
| 죽곡면(竹谷面) 미사리/용정리/이곡리/월곡리, 관전리/용두리/신기리/효농리/지동, 옥산리, 분동/와우리, 운곡리/민치리/신반리/구동, 두함동/장성동, 구석리/본죽리/신애리/고미리, 거성동/신석리/(덕곡면)등내리/유촌리 | 봉황면      | 용곡리, 용전리, 옥산리, 와우리, 운곡리, 장성리, 죽석리, 철천리 |             |             |
| 다소면(茶所面) | 다도면      | 대초리, 덕림리, 도동리, 마산리, 방산리                         |             |             |
| 도천면(道川面) | 다도면      | 궁원리, 덕동리, 송학리, 신동리, 암정리, 판촌리, 풍산리         |             |             |

- 1995년 남평면이 남평읍으로 승격하였다.
- 2014년 광주·전남혁신도시 부지에 편입된 금천면 일부와 산포면 일부를 관할로 빛가람동이 설치되었다.
- 옛 남평군 지역은 나주시의 남평읍, 금천면, 산포면, 다도면, 봉황면, 빛가람동 이상 1읍 4면 1동이 되어 현재에 이른다.